# Marfaux (New Zealand) Memorial
Marfaux (New Zealand) Memorial is een oorlogsmonument gelegen in de Franse gemeente Marfaux (departement Marne). Het monument staat in de oostelijke hoek van de Commonwealth begraafplaats Marfaux British Cemetery. Het bevindt zich in het schuilgebouw waar ook het register is te raadplegen. Op een wit stenen paneel staan de namen van 10 vermiste Nieuw-Zeelandse soldaten uit de Eerste Wereldoorlog die in de Tweede Slag bij de Marne sneuvelden op 23 juli 1918. Zij behoorden allen bij het New Zealand Cyclist Battalion.
Het monument en de begraafplaats worden onderhouden door de Commonwealth War Graves Commission.
Dit monument is een van de acht memorials aan het westfront waarin Nieuw-Zeelandse vermiste militairen worden herdacht. Zij bevinden zich allemaal binnen bestaande begraafplaatsen.
- Sergeant Frederick Colett Matthews werd onderscheiden met de Military Medal (MM).